# Robert Wilensky
Robert Wilensky (26 mars 1951 - 15 mars 2013) est un informaticien américain qui termine sa carrière comme professeur émérite à l'UC Berkeley School of Information, avec son principal objectif de recherche en intelligence artificielle.

## Carrière académique
En 1971, Wilensky obtient son baccalauréat en mathématiques de l'université Yale et en 1978, un doctorat en informatique de la même institution. Après avoir terminé sa thèse, « Understanding Goal-Based Stories »  Wilensky rejoint la faculté du Département EECS de l'université de Californie à Berkeley. En 1986, il est directeur de thèse de Peter Norvig, qui publie plus tard le manuel standard du domaine : Intelligence artificielle : une approche moderne.
De 1993 à 1997, Wilensky est président de la division informatique de Berkeley. Au cours de cette période, il est également directeur du programme de sciences cognitives de Berkeley, directeur du projet de recherche sur l'intelligence artificielle de Berkeley et membre du conseil d'administration de l'Institut international d'informatique.
En 1997, il devient membre de l'Association for Computing Machinery "pour ses contributions à la recherche dans les domaines du traitement du langage naturel et des bibliothèques numériques ainsi que pour son leadership exceptionnel en informatique". En outre, il est également membre de l'Association pour l'avancement de l'intelligence artificielle.
Il prend sa retraite de la faculté en 2007 et est décédé le vendredi 15 mars 2013 d'une infection bactérienne au Alta Bates Summit Medical Center. Wilensky est marié à Ann Danforth et ils ont deux enfants, Avi et Eli Wilensky.

## Recherches
Tout au long de sa carrière, Wilensky a écrit et co-écrit plus de 60 articles scientifiques et rapports techniques sur l'IA, le traitement du langage naturel et la diffusion de l'information. En plus de ses nombreuses publications techniques, Wilensky publie également deux livres sur le langage de programmation LISP, LISPcraft et Common LISPcraft, et avait presque terminé un autre manuscrit de livre lorsqu'il a subi un arrêt cardiaque et cessé d'écrire.
Parmi ses publications figurent :
- R. Wilensky, (1986-09-17). LISPcraft commun . WW Norton & Compagnie. (ISBN 9780393955446)[5]
- TA Phelps et R. Wilensky, « Toward active, extensible, networked documents: Multivalent architecture and applications », dans Proc. 1er ACM International. Conf. on Digital Libraries, EA Fox et G. Marchionini, Eds., New York, NY : ACM Press, 1996, pp. 100–108[6]
- J. Traupman et R. Wilensky, Experiments in Improving Unsupervised Word Sense Disambiguation, University of California, Berkeley, Department of EECS, Computer Science Division, Tech. Rep. 03–1227, février 2003[7]
- R. Wilensky, Planning and Understanding: A Computational Approach to Human Reasoning, Advanced Book Program, Reading, MA: Addison-Wesley Publishing Co., 1983[8]
- R. Wilensky, Understanding Goal-Based Stories, université Yale, septembre 1978.